# Taeko Kawasumiová
Taeko Kawasumiová (japonsky 河角 多恵子, * 30. října 1972) je bývalá japonská fotbalistka.

## Reprezentační kariéra
Za japonskou reprezentaci v roce 1988 odehrála 2 reprezentační utkání.

## Statistiky
| Japonsko | Japonsko | Japonsko |
| Roky     | Záp.     | Góly     |
| -------- | -------- | -------- |
| 1988     | 2        | 0        |
| Celkem   | 2        | 0        |